# Малиновский, Михаил Афанасьевич
Михаил Афанасьевич Малиновский (1821—1888) — российский педагог, действительный статский советник (1868). Директор 1-й Московской мужской гимназии, помощник попечителя Виленского и Казанского учебных округов.

## Биография
Происходил из духовенства; родился в 1821 году в семье белгородского протоиерея.
Учился в Харьковском университете. Окончил в 1844 году со степенью кандидата историко-филологическое отделение философского факультета. После окончания университета работал старшим учителем истории 2-й Харьковской гимназии.
В 1859—1861 годах был директором училищ в Орловской губернии, затем (1861) — в Харьковской губернии. В 1861—1863 годах был инспектором студентов Московского университета.
С 18 мая 1863 года в течение восьми лет был директором 1-й Московской мужской гимназии (и одновременно с 1865 года — 5-я Московской гимназии, выделившейся из 1-й). Чтобы сосредоточить усилия на внедрение утверждённого в 1864 году гимназического устава, подал ходатайство об изъятии из ведения директора 1-й гимназии уездных и начальных училищ Московской губернии, которое и было удовлетворено.
В должности директора проявил себя энергичным руководителем, вникавшим не только в учебный процесс, но и в хозяйственные вопросы. В годы управления Малиновского были устранены различные недостатки гимназических зданий, улучшена вентиляция классных помещений, значительно пополнены фундаментальная библиотека и физический кабинет. Кроме того, предпринимал усилия по улучшению преподавательского состава, в частности, пригласив преподавать словесность Е. В. Белявского, который затем был также педагогом 5-й гимназии. Был требователен к себе и коллегам, «строгость его режима не выходила однако из границ справедливого отношения к учащим и учащимся». Кроме того, помогал бедным ученикам, давая дополнительные пособия, а также «охотно приходил на помощь сослуживцам в их материальных нуждах ходатайством о назначении денежных наград или пособий».
Был произведён 20 декабря 1868 года в действительные статские советники.
С 17 апреля 1871 года был назначен помощником попечителя Виленского учебного округа; с 7 апреля 1879 года исполнял ту же должность в Казанском учебном округе.
Скончался в Казани 15 (27) апреля 1888 года.

## Награды
- орден Св. Станислава 2-й ст.
- орден Св. Анны 2-й ст. (1862)
- орден Св. Владимира 3-й ст. (1867)
- орден Св. Станислава 1-й ст. (1873)
- орден Св. Анны 1-й ст.
- орден Св. Владимира 2-й ст. (1887)

## Отзывы современников
Историк Н. И. Кареев (ученик 5-й гимназии в бытность Малиновского директором):
«Директор (который тогда сам не преподавал) был очень важный — Михаил Афанасьевич Малиновский, появлявшийся в коридоре гимназии далеко не каждый день в вицмундире с белым пикейным жилетом, имея в руках лоснящийся цилиндр <…> Наш директор был историк и латинист, и когда мы не хотели, чтобы в отсутствие того или другого учителя он появлялся в нашем классе, мы бросались к черной доске и писали на ней алгебраические формулы или чертили геометрические фигуры, зная, что директор уйдет, из боязни, как бы его не попросили объяснить какую-либо трудность. Другой слабостью директора было говорить речи перед всеми учениками обеих гимназий, собранными в громадном, в два света, актовом зале по случаю какого-либо молебна, панихиды и т. п. <…> Малиновский был типичный бюрократ, но доброжелательный к ученикам и заботливый о тех, которые нуждались. Через него я получил немало хороших уроков и по окончании курса в гимназии».
.